# Máriasócszentgyörgy
Máriasócszentgyörgy (horvátul Maruševec)  falu és község Horvátországban, Varasd megyében. Közigazgatásilag  Bikovec, Biljevec, Brodarovec, Cerje Nebojse, Čalinec, Donje Ladanje, Druškovec, Greda, Jurketinec, Kapelec , Korenjak, Koretinec, Koškovec, Novaki és Selnik falvak tartoznak hozzá.

## Fekvése
Varasdtól 12 km-re délnyugatra a Zagorje hegyeinek keleti lábánál, a Drávamenti-síkság szélén enyhén dombos vidéken fekszik. Közelében halad el a Varasdot Ivanecen és Lepoglaván át Zágrábbal összekötő 35-ös főút.

## Története
A település első írásos említése 1351-ben történt abban az oklevélben, melyben I. Lajos magyar király a Velence ellen Zára birtokáért dúlt háborúban tett szolgálaiért a maruševeci Gregornak nemességet adományoz. Gregor a nemesség mellett nagy birtokot, valamint hozzá adó és vámmentességet is kapott. A falu Szent Györgynek szentelt plébániatemplomát már 1269-ben és 1334-ben is említik. Gregor és fiai lettek a falu későbbi birtokosainak a Vragovics családnak az ősei. 1400 körül Otlint és Andrást említik, akik ellenséges viszonyban  élnek egymással. A család neve egy időre magyarosodott és Erdoeghre változott (a szláv vrag ördögöt jelent). A 15. században a birtok Cillei Ulriké lett, de 1504-ben II. Ulászló király visszaadta a Vragovicsoknak és megerősítette őket birtokaikban. A korabeli dokumentumok szerint gyakran voltak peres ügyek Varasd városa és a Vragovicsok között. Az utolsó Vragovics Ferenc Ádám volt, aki császári ezredesként a kostajnicai kerület parancsnoka volt. A család címere a plébániatemplom homlokzatán látható és ugyancsak a templomban található Vragovics Boldizsárnak a 17. századból származó sírköve. Szintén a Vragovicsok építették feltehetően a 14. század közepén Maruševec vízivárát. A vizesárokkal védett erősséget később kastéllyá építettek át. A kastélyról a 16. századtól, már 1547-ből vannak adatok. 
1542-ben közvetlenül Maruševec mellett nagy csata dúlt a török és a Zrínyi Miklós horvát bán vezette horvát sereg között. Ebben az időben Szlavónia keleti része már török uralom alatt állt és gyakran érte török rajtaütés ezt a vidéket. A török vezér Ulama bég miután hatezres seregével elfoglalta Verőcét, Csázmát és Köröst lángba borította a környéket. Zrínyi Maruševec váránál több ezer horvát katonát, köztük 700 lovast gyűjtött össze. A török, mely Varasd erős várát nem ostromolhatta meg Püspökinél a varasdi síkságon táborozott, minden falut felégetve és elpusztítva a környéken. Eztán Vinica felé indult, hogy a Dráva mentét és Stájerországot pusztítsa. Zrínyi Maruševecnél várta be a török sereget. A csatában a horvátok sok törököt vágtak le, még többet ejtettek foglyul. A vesztes török sereg maradékai rabolva és pusztítva Ludbregen és Kaproncán át Verőce felé vonultak vissza. Ma a csatára három falu neve emlékeztet Cerje Tužno, Cerje Nebojse és a Varasd melletti Turčin falvaké.
A kastélyt 1618-ban a Vragovicsok bővítették és átépítették. Miután 1716-ban Vragovics Ferenc Ádám fiú örökös nélkül halt meg, a birtokot Csernkovácsi Kristóf (Krsto Črnovačkog) zágrábi alispán és a báni testőrség kapitánya örökölte. Miután ő már a következő évben, 1717-ben Zrínynél elesett a török elleni harcokban. Maruševec a Pásztory család tulajdonába került, ezután a Kanotayaké, majd a Patacsichoké lett. A Patacsichok 1817-ig voltak Maruševec tulajdonosai, amikor a család utolsó férfi tagja is meghalt. Ezután gyakran változtak a tulajdonosai. 1873-ban, Simbschen bárótól egy porosz gróf, Schlippenbach Artúr vásárolta meg és 1877-ben historizáló stílusban alakíttatta át. A gróf nem sokáig élvezhette a felújított kastélyt, mert 1881-ben Kairóban meghalt. Özvegye két évvel ezután férjhez ment Erdődy Rudolfhoz, Novi Marof tulajdonosához. Az itteni birtokot 1883-ban Csalineccel együtt Pomgrátz Oszkár vásárolta meg. 
A falu 1920-ig Varasd vármegye Ivaneci járásához tartozott. A kastély a Pongrátz család tulajdonában volt 1945-ig, amikor a család Ausztriába távozott. A második világháborúban az épület súlyosan megrongálódott, majdnem megsemmisült. Értékeiből szinte semmi sem maradt. A kastély egy ideig gyermekotthon volt, de állt üresen is. 1969-től az adventista egyház vette bérbe és jelenleg középfokú vallási iskolának, valamint adventi teológiai főiskolának használják. 2001-ben a községnek 6692, a falunak 538 lakosa volt.

## Nevezetességei
- Szent György tiszteletére szentelt plébániatemploma[2] az ország legrégibb templomai közé tartozik, már 1269-ben említi az első leírás. A zágrábi püspökség levéltárában található Ivan zágrábi főesperesnek a káptalan helyzetéről szóló 1334-es feljegyzése, mely szintén megemlíti az itteni plébániát. 1501-ben a templom két papját Györgyöt (Juraj) és Bálintot (Valentin) is megemlítik. A 17. század végéről három papjáról tudunk. Magát a templomot hosszú története során többször megújították, átépítették és bővítették. A legnagyobb megújítás 1913-ban történt, amikor a korábbi egyenetlen padlózatot kiegyenesítették, ezzel a hajó oszlopai mélyen a korábbi padlószint alá kerültek. A templom egyik feliratos kövén az 1482-es évszám látható. A templom szentélyében a sekrestye bejárata előtt a Vragovics család egyik tagjának 17. századi sírköve látható. Ezen kívül még két helyi birtokosnak, Patacsics Pálnak és a Pásztory család egyik tagjának a sírköve, valamint több nemes sírja is megtalálható a templomban. A templom előtti kis téren egykor Szent Mária Magdolna szobra állt, melyet a megújításkor eltávolítottak. A templom és a plébánia mögött egykor régi sír volt, melyen egy Szűz Mária tiszteletére szentelt kápolna állt. A sírt 1856-ban átköltöztették és 1883-ban a kápolnát is lebontották.
- Maruševec kastélyának[3] elődje egy 14. századi fából épített erődített udvarház volt, melyet feltehetően a 16. században kőfalakkel megerősítve vízivárrá építettek át. Ezt 1618-ban Vragovics Boldizsár jelentősen bővíttette és átépíttette. Az építtető címere a kastély régi részének első emeleti homlokzatán látható. Az épület mai formáját csak a 19. században 1877-ben nyerte el, amikor birtokosa gróf Schilippenbach teljesen megújította. A kastély addigi kinézetét, de a belsejét is teljesen átformálta. Egy neogótikus és historizáló építészeti elemekkel díszített háromszintes tornyot építtetett hozzá. A család címere a torony átjárója felett, a második emelet  magasságában található. A kastély fő, déli homlokzatához egy kiugró, központi rizalitot építettek, melynek második emeletét konzolokra ültették. Mindegyik homlokzatot, a 19. század végén megszokott módon, épületplasztikákkal, gazdagon díszítették. Nem sokkal ezután Pongrátz Oszkár lett a tulajdonosa, aki a festészet nagy kedvelője volt. Az ő gazdag festmény gyűjteményének egy része ma a varasdi múzeumban látható. Ő a parkot építtette át és a kastélyon is kisebb építési beavatkozásokat eszközölt. A déli homlokzaton új bejárati kaput létesített, mely fölött ma is a Pongrátz család címere található és felépítette azt az új lépcsőzetet, amelyik máig fennmaradt. A lépcsőházban egy vadászjelenetes tapétasorozatot helyeztetett, mely a fiumei Monnaccellia mester alkotása. A munkálatok 1901-ben fejeződtek be. A kastély körüli mai park, csak egy része annak a valamikori hét hektáros angolparknak, mely még a második világháború előtt is megvolt és amelybe az őshonos faféleségeken kívül számos egzotikus faféleséget is ültettek. A park nagyobb része, az agrárreform bevezetése után eltűnt és rétekké szántókká alakult át. A kastély déli homlokzata előtti szökőkutas virágágyást 1930 előtt alakították ki.
- A plébánia 18. századi épülete.
- Funtek-hegy régészeti lelőhely.

## Külső hivatkozások
- A község hivatalos oldala
- A község információs portálja
- Az önkéntes tűzoltóegylet honlapja
- Maruševec kastélya